# Видзя
Видзя — река в России, протекает по Чердынскому району Пермского края.
Устье реки находится в 12 км по левому берегу реки Сыпан. Длина реки составляет 14 км. В 3,2 км от устья принимает справа реку Сардя.
Исток реки в 11 км к северо-востоку от села Бондюг. Генеральное направление течения — север. Притоки Соломатовка (левый), Сардя (правый). Впадает в Сыпан юго-западнее деревни Янидор (Вильгортское сельское поселение).

## Данные водного реестра
По данным государственного водного реестра России относится к Камскому бассейновому округу, водохозяйственный участок реки — Кама от истока до водомерного поста у села Бондюг, речной подбассейн реки — бассейны притоков Камы до впадения Белой. Речной бассейн реки — Кама.
Код объекта в государственном водном реестре — 10010100112111100003710.